# 苏达内利
苏达内利，是西班牙加泰罗尼亚莱里达省的一个市镇。 总面积8平方公里，总人口704人（2001年），人口密度88人/平方公里。